# Lorengau
Lorengau (auch bekannt als Lo'ongow oder Lorungau) ist die Hauptstadt der Provinz Manus im nördlichen Papua-Neuguinea. Die Stadt liegt am Rande des Seeadlerhafens auf der Insel Manus, die die größte Insel der Admiralitätsinseln darstellt. Im Jahr 2000 hatte Lorengau 5829 Einwohner, 1990 waren es 4547. Von hier wird auch die Kopraernte der Insel verschifft.

## Geschichte
Während des Zweiten Weltkriegs eroberte Japan Lorengau ohne Widerstand (im April 1942) und richtete ein Verwaltungszentrum und eine Flugbahn ein. Im Februar 1944 starteten die Streitkräfte der USA und Australiens eine sechswöchige Kampagne, um die Insel Manus zurückzuerobern, was am 18. Mai 1944 erreicht wurde.
Die Amerikaner erweiterten die japanische Basis und bauten eine große Marinebasis im nahen Lombrum; in Momote wurde eine Flugbahn errichtet, auf der schwere Bomber starten konnten. Von hier aus wurde auch die Invasion der Philippinen gestartet.
Nach dem Krieg wurde die Basis abgerissen und die gesamte Ausrüstung wurde durch Bulldozer in Gruben oder ins Hafenbecken geschoben.